# باول توريس
باول توريس (بالإسبانية: Paul Torres) هو دراج فنزويلي، ولد في 21 نوفمبر 1983 في كاراكاس في فنزويلا.

## وصلات خارجية
- باول توريس على موقع أرشيف الدراجات (الإنجليزية)
- باول توريس على موقع إحصائيات الدراجات الإحترافية (الإنجليزية)